# Holger Gustafsson
Holger Gustafsson (ur. 4 maja 1946 w Otterstad w gminie Lidköping) – szwedzki polityk i ekonomista, długoletni deputowany do Riksdagu, poseł do Parlamentu Europejskiego IV kadencji.

## Życiorys
Z wykształcenia inżynier budownictwa (1970), ukończył też studia ekonomiczne (1973). Do 1991 pracował jako menedżer w koncernie Arla Foods. Zaangażował się w działalność polityczną w ramach Chrześcijańskich Demokratów. Był przewodniczącym tej partii w regionie Skaraborg, a – po reformie administracyjnej – w regionie Västra Götaland. Pełnił funkcję radnego obu tych regionów.
Od 1991 do stycznia 1995 po raz pierwszy był członkiem Riksdagu. Po akcesji Szwecji do Unii Europejskiej objął mandat eurodeputowanego IV kadencji w ramach delegacji krajowej, który wykonywał do października 1995. Powrócił w tym samym miesiącu do krajowego parlamentu, uzyskując reelekcję w kolejnych wyborach i zasiadając w nim nieprzerwanie do 2010.